# NGC 893
NGC 893 (również PGC 8888) – galaktyka spiralna (Sc), znajdująca się w gwiazdozbiorze Feniksa. Odkrył ją John Herschel 23 października 1835 roku.